# Dicranomyia (Pandamyia) uckillya
Dicranomyia (Pandamyia) uckillya is een tweevleugelige uit de familie steltmuggen (Limoniidae). De soort komt voor in het Australaziatisch gebied.